# Falsamblesthis macilenta
Falsamblesthis macilenta là một loài bọ cánh cứng trong họ Cerambycidae.